# Kovászos uborka

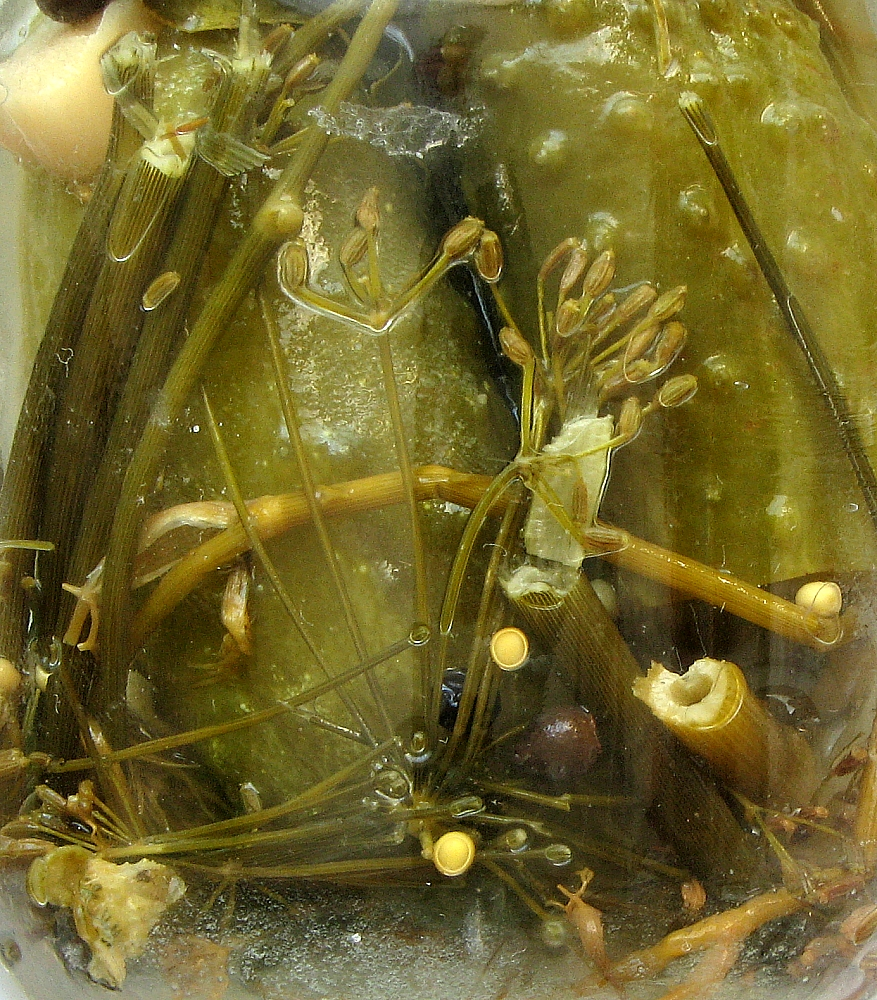

A kovászos uborka az uborka tejsavas erjesztésével előállított savanyúság.

## Elkészítése
Néhány recept szerint kovászoláshoz a 8-10 cm-es fürtös csemegeuborka a legmegfelelőbb, mások szerint ezzel ellentétben a kovászolni való uborka 10 centi hosszúságnál és 3 centi átmérőnél kezdődik. A megtisztított uborkákat sós vízbe helyezik, amit beoltanak egy kenyérdarabbal, majd 25-30 °C feletti hőmérsékletű helyre teszik és legalább 30 órán át állni hagyják. Kell még hozzá egy csokor friss kapor, kiskanál fekete bors, néhány gerezd fokhagyma. További opcionális fűszerek lehetnek: torma, csombor, erős paprika, zellerszár, koriandermag, mustármag.
A meleg hatására az uborka tetejére helyezett kenyérből tejsav jön létre. Az általános vélekedéssel szemben a napfény nem kötelező, csak a meleg. Az erjesztéssel az uborkában hasznos baktériumok fejlődnek ki. A tejsav a bélflóra és a gyomor egészséges működésére jó hatással van. A kovászos uborka magnéziumot, vasat, káliumot, foszfort, kalciumot, valamint C-, A- és B12-vitamint tartalmaz.

## Mikrobiológiai folyamatok
A só az uborka víztartalmának és szárazanyagainak egy részét extrahálja, valamint gátolja a patogén,  romlást okozó élesztő-, és penészgombák szaporodását, továbbá kedvező környezetet hoz létre a tejsavbaktériumok elszaporodásához. Kis sókoncentráció esetén az egészségre káros mikroorganizmusok elszaporodása jelenthet problémát. A növekvő számú tejsavbaktériumok által termelt tejsav miatt a pH érték 5,9–6,5-re csökken, ami szintén gátolja a nem kívánt mikroorganizmusok szaporodását.